# Tráfico ilícito de armas de fuego en México
Los mexicanos tienen un derecho constitucional a poseer armas de fuego, pero la compra legal de armas en México solo se encuentra en la Ciudad de México, controlada por el Ejército, es extremadamente difícil. "Según cifras del Departamento de Justicia de Estados Unidos, 94,000 armas fueron recuperadas de los cárteles mexicanos de la droga en los cinco años comprendidos entre 2006 y 2011, de los cuales 64,000 -70 por ciento- vienen de los Estados Unidos". Una vez que las armas se obtienen en tiendas de armas en Estados Unidos, luego se introducen de contrabando en México a través de la frontera Estados Unidos-México. En otros casos, las armas se obtienen a través de la frontera con Guatemala o robado a la policía o el ejército. En consecuencia, las armas de fuego en el mercado negro están ampliamente disponibles. Muchas armas se adquieren en los Estados Unidos por mujeres sin antecedentes penales, quienes transfieren sus compras a los contrabandistas a través de familiares, novios y conocidos y luego de contrabando a México poco a poco. Las armas de fuego de contrabando más comunes incluyen fusiles tipo AR-15 y AK-47, y pistolas semiautomáticas FN Five-seveN. Muchas armas semiautomáticas se compran en los Estados Unidos antes de ser modificadas para disparar en modo automático. México incautó en 2009 un total combinado de más de 4,400 fusiles del tipo AK-47 y AR-15, y el 30% de los fusiles tipo AK-47 incautados han sido modificados para seleccionar el modo de disparo, creando efectivamente fusiles de asalto.
Además, hay varios reportes de lanzagranadas que se utilizan contra las fuerzas de seguridad, y al menos doce carabinas M4 con lanzagranadas M203 hayan sido confiscados se creía que algunas de estas armas de alto poder y accesorios relacionados pudieran haber sido robadas de las bases militares estadounidenses Sin embargo, se presume que la mayoría de las armas de calidad militar estadounidenses, como granadas y lanzacohetes antitanque ligeros son adquiridas por los cárteles a través de la enorme cantidad de armas que quedaron de las guerras en América Central y Asia. Algunas de esas armas proceden de los Estados Unidos.

## Orígenes de las armas

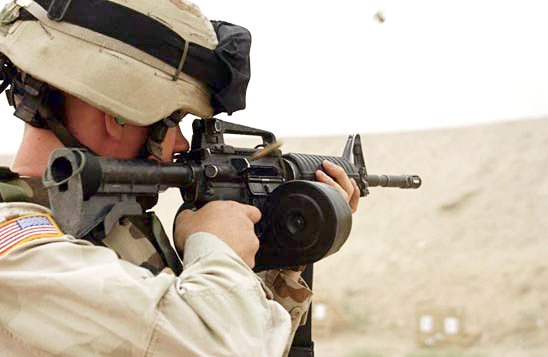
Tambor doble Beta C-Mag (localmente llamado Huevos de Toro), en una carabina M4.

El gobierno de Estados Unidos, principalmente a través de la ATF, Servicio de Inmigración y Control de Aduanas de los Estados Unidos y Oficina de Aduanas y Protección Fronteriza de los Estados Unidos, está ayudando a México con la tecnología, equipamiento y capacitación. El Proyecto Gunrunner es parte del esfuerzo de la ATF para colaborar con las autoridades mexicanas y su "piedra angular" ha sido la expansión de eTrace, un sistema computarizado para facilitar armas de rastreo que se fabriquen o importen legalmente a los Estados Unidos.
Desde 1992 (y en fecha tan reciente como 2009), el Servicio de Investigación del Congreso ha afirmado que el sistema de rastreo de la ATF (eTrace) no fue diseñado para recopilar estadísticas. Sin embargo, en febrero de 2008, William Hoover, Director de Operaciones de Campo de la ATF, testificó ante el Congreso que más del 90% de las armas de fuego que, o bien han sido recuperados en, o interceptados en el transporte a México se originaron a partir de varias fuentes dentro de los Estados Unidos. Sin embargo, después de una revisión por parte de los Estados Unidos. La Oficina del Inspector General (OIG) en setiembre de 2010, la ATF admitió que "la cifra del 90% que citó al Congreso podría ser engañosa porque se aplica sólo a la pequeña porción de armas de criminales mexicanos que se rastrean." Durante la revisión en 2010 por la Oficina del Inspector General, la ATF no pudo proporcionar información actualizada sobre el porcentaje de procedencia de las armas rastreadas que llegaron de la delincuencia organizada en México (es decir, encontraron a ser fabricadas o importadas a través de) los Estados Unidos. el análisis OIG dn noviembre de 2010, los datos de la ATF sugieren un bajo porcentaje de los rastros de armas con éxito, que van desde 27% a 44%  En febrero de 2011, Stratfor Global Intelligence calcula el número se encuentra entre el 12% y el 48%, e informó que casi el 90 por ciento de las armas confiscadas en México en 2008 no se remonta a los Estados Unidos. El análisis de los datos de la ATF OIG concluyó los intentos de la ATF para el rastreo de armas en México no han tenido éxito. Mientras que en los Estados Unidos no es la única fuente de armas de fuego y municiones utilizadas por los cárteles, la Oficina de Alcohol, Tabaco, Armas de Fuego y Explosivos dice que se ha establecido que un porcentaje "significativo" de sus armas de fuego proceden de tiendas de armas y otras fuentes en los Estados Unidos. La ATF también dice que está bien establecido que los traficantes de armas a menudo usen las mismas rutas que los traficantes de drogas.
Aunque el número de solicitudes de rastreo de México ha aumentado desde febrero de 2006, la mayoría de las armas incautadas en México no se rastrean. Por otra parte, la mayoría de las solicitudes de rastreo de México no tienen éxito en la identificación del vendedor de armas que vendió originalmente el arma, y la tasa de éxito de los rastros se ha reducido desde el inicio del Proyecto Gunrunner. La mayoría de las solicitudes de rastreo de armas de la delincuencia organizada mexicana que tuvieron éxito fueron prematuras y de uso limitado para la generación de pistas de investigación. Las autoridades policiales mexicanas entrevistadas por oficiales estadounidenses de la OIG no ven las armas rastreadas como una importante herramienta debido a las limitaciones en la información de seguimiento que normalmente se ofrecen y porque la ATF no ha establecido adecuadamente el valor del rastreo de pistolas a las autoridades mexicanas.
De acuerdo con la ley mexicana, todas las armas incautadas por el gobierno mexicano se deben entregar al Ejército Mexicano dentro de las 48 horas. Se determinó que después de que el ejército mexicano obtiene la custodia de la armas, no es probable que la ATF obtenga acceso oportuno a ellas para recopilar la información necesaria para iniciar los rastros de la policía federal mexicana. Los oficiales del ejército mexicano entrevistados por el personal de la OIG dijeron que su papel es el de salvaguardar las armas y que no tienen ninguna autoridad específica para ayudar en las investigaciones de tráfico. Para tener acceso a las armas, los funcionarios de la ATF deben hacer una solicitud formal a la Procuraduría General de la República (México) para cada arma, citando una razón específica que se necesita el acceso, lo que demuestra que la información solicitada está relacionada con una investigación criminal mexicana, y proporcionar una descripción de la pistola con el número de serie. Sin embargo, si la ATF tenía la descripción arma y número de serie, los funcionarios de la ATF no necesitarían solicitar el acceso a la pistola. Debido a estas barreras, la ATF y los esfuerzos del Departamento para tener acceso a las armas bajo custodia militar de México no han tenido éxito. Debido a que muchas armas son transferidas a los militares antes de recopilar la información básica, y muchas armas para las cuales se dispone de información no están rastreadas, la mayoría de las armas confiscadas a criminales mexicanos no se rastrean. el informe señala que la mala calidad de los datos de localización y la alta tasa de rastreo sin éxito resultante sugieren que la capacitación es insuficiente, se ha capacitado a las personas equivocadas o hay otros problemas no identificados con el arma del crimen rastreados de la policía mexicana.
En 2009, México informó que tenían 305,424 armas de fuego confiscadas, pero presentaron datos de sólo 69,808 armas de fuego recuperadas al rastreo de la ATF entre 2007 y 2009 Esta es una muestra del 23% del total de las armas. Para ser estadísticamente precisa, la propiedad en la muestra debe reflejar la cantidad en su conjunto. Algunos analistas afirman que la muestra presentada por el rastreo está preseleccionada para representar a las armas que las autoridades mexicanas sospechosas de ser de origen estadounidense. el Congreso de Estados Unidos ha sido informado de que agentes de la ATF que trabajan en México instruyen rutinariamente autoridades mexicanas "a sólo presentar armas de rastreo que tienen una probabilidad de rastrear de nuevo a los Estados Unidos.... en lugar de simplemente desperdiciar recursos en el rastreo de armas de fuego que no va a desencadenar una fuente estadounidense". Esta política distorsiona la piscina de armas presentada para el rastreo de las armas que ya se sospechaba que son de los Estados Unidos. Grupos a favor del uso de armas en Estados Unidos usan el número absoluto entre armas confiscadas y rastreo a la pregunta de si la mayoría de las armas de fuego ilegales en México realmente provienen de los Estados Unidos. defensores del control de armas utilizan la exitosa tasa de armas de origen estadounidense en 48% a 87% para pedir re-promulgación de la ley Prohibición de armas de asalto de 1994 a 2004.
Una fuente importante de armas de cárteles mexicanos son las ventas legales de las empresas de armas de EE.UU. a los militares y la policía mexicana, las ventas aprobadas por el Departamento de Estado de Estados Unidos, que después de que llegan a México a parar a manos del cártel. En 2011 CBS News informó "El ejército mexicano informó recientemente cerca de 9,000 armas de la policía" desaparecidas. Una auditoría de 2009 del Departamento de Estado de Estados Unidos mostró un 26 por ciento de las armas vendidas legalmente a los gobiernos de México y América Central fueron desviadas a manos equivocadas.

## Proyecto Gunrunner

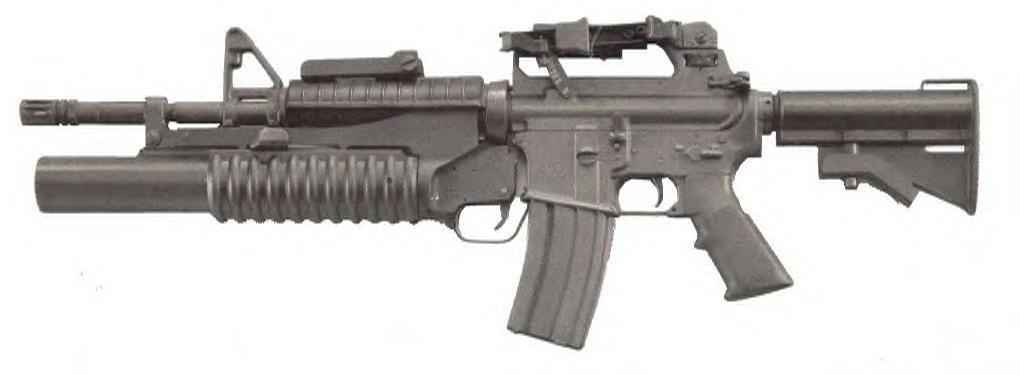
M4 con M203 (localmente llamado Chanate.

El proyecto Gunrunner de la ATF tiene un objetivo oficial de detener la venta y exportación de armas de Estados Unidos a México con el fin de negar a los cárteles de la droga mexicanos las armas de fuego consideradas "herramientas del oficio". Sin embargo, al menos desde febrero de 2008 bajo el proyecto Gunrunner, Operación "Rápido y Furioso", "Too Hot to Handle", "Cajón de Mecanismos Abierto" y "White gun"  (todos juntos satíricamente denominados "Operación Gunwalking (deja las armas caminar)"), se alegaba que habían hecho todo lo contrario por la ATF al permitir y facilitar grandes ventas de armas de fuego a los traficantes, y permitir que las armas de fuego "caminar" y ser transportados a México. Esto ha dado lugar a una considerable controversia.
El senador Charles E. Grassley (Partido Republicano (Estados Unidos)) inició una investigación con una carta a la ATF el 27 de enero de 2011, y de nuevo el 31 de enero de 2011. La ATF respondió a través del Departamento de Justicia de Estados Unidos negando todas las acusaciones El Senador Grassley respondió con documentación específica apoyando las alegaciones en una carta dirigida al Fiscal general de los Estados Unidos Eric Holder el 9 de febrero de 2011 and 16 Feb 2011. La ATF se negó a responder preguntas específicas en una sesión informativa formal al senador Grassley el 10 de febrero de 2011.
En octubre de 2011, documentos fueron puestos en descubierto que indicaron que funcionarios del Departamento de Justicia intercambiaron notas en lo que respecta a la Operación Rápido y Furioso en 2010.
Las acusaciones presentadas en la corte federal, la documentación obtenida por el senador Grassley, y las declaraciones de los agentes de la ATF obtenidas por el senador Grassley y CBS News, muestran que la División de Campo de Phoenix ATF permitió y facilitó la venta de más de 2,500 armas de fuego (AK-47 rifles, pistolas FN 5,7 mm, AK-47, pistolas y rifles de calibre .50) en 'contrabando' destinadas a México. According to ATF agents, Mexican officials were not notified, and ATF agents operating in Mexico were instructed not to alert Mexican authorities about the operation. Under Fast and Furious, the ATF attache at the Mexico City Office (MCO) was not notified (unlike Wide Receiver and most other cases).

## Tendencias del tráfico de armas de fuego en Estados Unidos

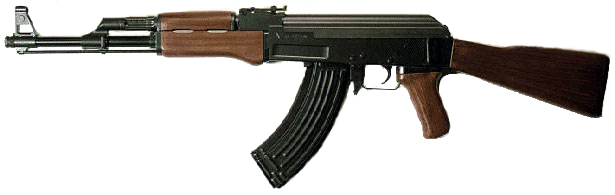
Un AK-47 (localmente llamado Cuerno de chivo).

Aunque hay cerca de 78,000 comerciantes de armas en Estados Unidos, la ATF sugirió que las ferias de armas, robos y ventas privadas pueden ser una gran fuente de las armas tráficadas a México que las de los comerciantes con licencia. Los tráficantes de armas son conocidos por coaccionar o pagar a estadounidenses o ciudadanos para comprar fusiles semiautomáticos y otras armas de fuego en armerías o ferias de armas, y luego transferirlos a un representante del cartel.
Este intercambio se conoce como una Straw purchase (compra de paja).

## Legislación

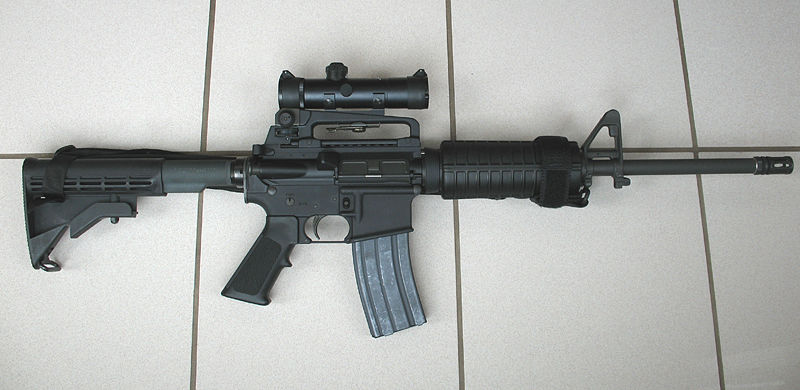
Una carabina táctica Colt AR-15A3.

El Comité de Asuntos Exteriores de la Cámara de Representantes de los Estados Unidos ha aprobado un proyecto de ley (HR 6028) que autorizaría $73.5 millones de dólares que se apropió de más de tres años para aumentar el presupuesto de la ATF para interrumpir el flujo de las armas ilegales en México. Los legisladores incluyeron $10 millones de dólares del paquete de estímulo económico para el proyecto Gunrunner, una campaña federal en redes tráfico de armas de Estados Unidos. Como parte de este esfuerzo, la ATF esbozó un camino hacia la plena inscripción de armas de fuego de Estados Unidos en el que se refería al registro basado en la web como el 'estándar de oro' de rastreo.
En octubre de 2010, un portavoz de Violence Policy Center (VPC) declaró que un progreso significativo en la limitación de la venta de armas de asalto a contrabandistas podría hacerse mediante la aplicación de las leyes de control de armas ya existentes, como la Ley de Control de Armas de 1968.

## Origen de las armas
| Armas                                             | Fuente primaria                                                                                                  |
| ------------------------------------------------- | --- |
| Variantes semiautomáticas del AK-47               | Estados Unidos                                                                                                   |
| Variantes del AK (con selector de disparo)        | América Central, América del Sur, Medio Oriente, África, Asia Central, Sudeste de Asia, Asia Oriental, Venezuela |
| Fusil Colt AR-15 (semiautomático)                 | Estados Unidos                                                                                                   |
| Fusil M16 (con selector de disparo)               | presuntamente Vietnam                                                                                            |
| Granadas de fragmentación M61/M67/Mk 2/K400       | Estados Unidos, América Central, Corea del Sur, España, Europa del Este, Guatemala, Vietnam, Desconocido         |
| Lanzacohetes RPG-7 y M72 LAW / Lanzagranadas M203 | Estados Unidos, Venezuela Asia, América Central/Guatemala, Corea del Norte                                       |
| Barrett M82                                       | Estados Unidos.                                                                                                  |
| Carabina M2 (con selector de disparo)             | Vietnam |

Las investigaciones han demostrado que la mayoría de las armas y de armas traficadas a México son de vendedores de armas en los Estados Unidos. La mayoría de las armas terminan en manos de los cárteles.